# Auletobius brevirostris
Auletobius brevirostris là một loài bọ cánh cứng trong họ Rhynchitidae. Loài này được Lea miêu tả khoa học năm 1898.